# Jesús Alfonso Guerrero Contreras
Jesús Alfonso Guerrero Contreras, (La Pedregosa, Mérida, 23 de enero de 1951) es el quinto obispo de la Diócesis de Barinas.Pertenece a la Orden de Frailes Menores Capuchinos.

## Biografía
Nació en La Pedregosa, Estado de Mérida, el 23 de enero de 1951.
Obtuvo la Licencia en Filosofía en la Universidad Central de Venezuela y realizó estudios de especialización en teología en la Pontificia Universidad Gregoriana de Roma.

## Religioso
Emitió la profesión religiosa en Guana el 15 de agosto de 1977 y fue ordenado sacerdote el 10 de diciembre de 1977.

### Cargos
Ha desarrollado diversos cargos: 
- Formador en el Centro Vocacional de los Capuchinos en Caracas
- Profesor de Filosofía en el Seminario Mayor de Caracas
- Vicario parroquial de la Parroquia de Nuestra Señora de Belén en Mérida
- Profesor del Instituto de Teología para religiosos de Caracas
- Director del Filosofado de La Merced
- Párroco y superior de la Parroquia de Nuestra Señora de Belén en Mérida
- Profesor del Seminario Mayor de Mérida
- Director de Teología del Instituto de Teología para religiosos y profesor de la Universidad Católica Andrés Bello a Caracas.

## Episcopado

### Obispo del Vicariato Apostólico de Caroní
El 6 de diciembre de 1995, fue nombrado Obispo titular de Leptimino y V Obispo del Vicariato Apostólico de Caroní por el Papa Juan Pablo II.  
Recibió la consagración episcopal el 20 de enero de 1996. 
- Consagrante principal: 
  - Excmo. Mons. Baltazar Enrique Porras Cardozo, Arzobispo de Mérida

- Concelebrantes asistentes: 
  - Excmo. Mons. Ramón Ovidio Pérez Morales, Arzobispo de Maracaibo
  - Excmo. Mons. Felipe González González, OFM Cap. Obispo titular de Sinnuara

### Obispo de Machiques
El 9 de abril de 2011, el Papa Benedicto XVI lo nombró I Obispo de la Diócesis de Machiques (anteriormente fue vicariato apostólico).

### Obispo de Barinas
El 21 de diciembre de 2018, fue nombrado por el Papa Francisco V Obispo de la Diócesis de Barinas.